# Laholms landsfiskalsdistrikt
Laholms  landsfiskalsdistrikt var 1918-1951 ett landsfiskalsdistrikt i Hallands län, bildat när Sveriges indelning i landsfiskalsdistrikt trädde i kraft den 1 januari 1918, enligt beslut den 7 september 1917. När Sveriges nya indelning i landsfiskalsdistrikt trädde i kraft den 1 januari 1952 (enligt kungörelsen 1 juni 1951) upplöstes distriktet och dess område uppgick i det nya Höks landsfiskalsdistrikt.
Landsfiskalsdistriktet låg under länsstyrelsen i Hallands län.

## Ingående områden
När Sveriges nya indelning i landsfiskalsdistrikt trädde i kraft den 1 oktober 1941 (enligt kungörelsen den 28 juni 1941) lämnades Laholms landsfiskalsdistrikt opåverkat, men regeringen anförde i kungörelsen att den ville i framtiden besluta om Laholms stads förenande med landsfiskalsdistriktet samt överföring av kommunerna Eldsberg och Tönnersjö till Harplinge landsfiskalsdistrikt. 1 januari 1948 införlivades staden Laholm i landsfiskalsdistriktet, dock med bibehållande av stadsfiskalstjänsten i staden. Åklagarmyndigheten i staden skulle fortsatt utövas av stadsfiskalen.

### Från 1918
Höks härad:
- Knäreds landskommun
- Laholms landskommun
- Tjärby landskommun
- Veinge landskommun

Tönnersjö härad
- Eldsberga landskommun
- Tönnersjö landskommun

### Från 1948
- Laholms stad (ej i åklagarhänseende, vilket staden skötte själv)

Höks härad:
- Knäreds landskommun
- Laholms landskommun
- Tjärby landskommun
- Veinge landskommun

Tönnersjö härad
- Eldsberga landskommun
- Tönnersjö landskommun